# Jeane Dixon
Jeane Dixon (n. 5 ianuarie 1904, Medford, Wisconsin, SUA – d. 25 ianuarie 1997, Washington, D.C., District of Columbia, SUA) a fost o autoproclamată medium și astrolog din Statele Unite.